# Лайзанс, Лаймонис
Лаймонис Лайзанс (латыш. Laimonis Laizāns; 30 января 1945, Рига — 16 ноября 2020, Рига) — советский футболист, вратарь. Играл за «Даугава» и московское «Торпедо».

## Биография
Родился 30 января 1945 в Риге. Окончил техникум VEF. Будучи студентом, стал тренироваться под руководством Вадима Улбергса. Изначально играл в нападении, но позже перешёл на позицию вратаря.
В 1964 году попал в «Даугаву-РЭЗ». Входил в молодёжную сборную СССР. После нескольких сезонов в составе «Даугавы» получил несколько предложений от клубов высшей лиги СССР. В 1968 принял предложение Валентина Иванова присоединиться к московскому «Торпедо». В первом сезоне провел 25 матчей, пропустив 16 голов. Зимой, играя в хоккей, получил травму, после которой не смог играть на высшем уровне. После травмы сыграл две игры и вернулся в «Даугаву», где до 1976 года сыграл 6 сезонов. После этого несколько лет играл в чемпионате Латвийской ССР за «Электрон» Рига. В 1981 году завершил карьеру.
Скончался после неизлечимой болезни 16 ноября 2020 года в одной из рижских больниц. Похоронен на кладбище Микеля.

## Семья
Сын Раймонд Лайзанс и внук Евгений Лайзанс латвийские футболисты, вратари.

## Спортивные достижения
- Чемпионаты СССР 1969—1970 гг. — 27 игры, 22 пропущенных мяча;
- Кубок СССР 1969 г. — 3 игры, 2 пропущенных мяча;
- Кубок обладателей кубков 1969/70 — 2 игры, 1 пропущенный мяч.